# Oldřich Veselý
Oldřich Veselý (13. listopadu 1948 Brno – 17. ledna 2018 Brno) byl český zpěvák, klávesista a hudební skladatel.

## Biografie
V letech 1969–1971 byl členem brněnské progressive rockové skupiny Great Music Factory, kterou také založil. Mezi lety 1971 a 1973 působil ve skupině Atlantis, která tehdy dlouhodobě hrála v Rakousku a Německu. Roku 1974 se stal členem skupiny Synkopy 61, se kterou jako autor hudby spolupracoval již od roku 1967 a se kterou tehdy nahrál album Formule 1. Již o rok později ale odešel do pražského M. efektu, kde působil až do roku 1979 a s nímž nahrál art rocková alba Svitanie a Svět hledačů. Poté se vrátil zpět do Brna a v roce 1980 převzal vedení Synkop 61. Kapelu přetvořil do art rockové formace, stal se jejím frontmanem a hlavním zpěvákem a brzy následovala úprava názvu na „Synkopy & Oldřich Veselý“. V průběhu 80. let vydaly Synkopy alba Sluneční hodiny, Křídlení, Zrcadla a Flying Time (exportní anglická verze Křídlení). Poslední deska Dlouhá noc, ačkoliv opět nahraná se Synkopami, vyšla pod hlavičkou „Oldřich Veselý/Pavel Vrba“.
V roce 1990 ukončily Synkopy svoji činnost a Veselý založil nahrávací studio, kde se realizoval. Působil pak jako hudební skladatel pro televizi, divadla (např. pro Městské divadlo Brno) či různé další příležitosti (festival Ignis Brunensis, 200. výročí bitvy u Slavkova, aj.). Výjimečně hostoval na výročních koncertech svých bývalých skupin. Od roku 2002 spolupracoval jako hostující zpěvák se skupinou U nás se svítí. Ta se v roce 2005 přejmenovala na E-band a Veselý se stal jejím členem. S touto kapelou nahrál v roce 2011 album Restart.
Zemřel 17. ledna 2018 ve věku 69 let.

## Sólová diskografie
- Dlouhá noc (1990; společně s Pavlem Vrbou a Synkopami)
- Samá voda, přihořívá… (2003; kompilace)
- The Best of Oldřich Veselý 1967–2007 (2007; kompilace)
- Černý racek (2018; kompilace)